# لك يوم يا ظالم (فلم)
لك يوم يا ظالم فيلم مصري من إنتاج عام 1951.
قصة الفيلم مستوحاة من قصة تيريز راكون لإميل زولا، وسيقوم المخرج صلاح أبو سيف بإعادة استخدام نفس القصة في فيلم المجرم عام 1978.

## قصة الفيلم
فيلم اجتماعي، يلقي الضوء على حياة إمراة تنقلب حياتها رأسا على عقب بسبب صديق زوجها المنحرف.
يطمع الصديق المنحرف بزوجة صديقه وبماله، فيحاول إغرائها وابتزازها، ثم يقتل صديقه حتى يخلو له الجو.
يتزوج الصديق من الأرملة الشابة، ويسرق أموالها وحليها، ومع الأيام يكتشف أمره ويدخل السجن.

## بطولة
- فاتن حمامة
- محسن سرحان
- محمود المليجي
- فردوس محمد
- عبد الوارث عسر
- سعيد أبو بكر
- محمد توفيق
- وداد حمدي
- عدلي كاسب
- محمد عبد المطلب
- أحمد الجزيري
- قسمت شيرين
- عبد الحميد زكي
- حسين عبد النبي
- عباس البليدي

## روابط خارجية
- مقالات تستعمل روابط فنية بلا صلة مع ويكي بيانات